# Nationaal park Karkonosze

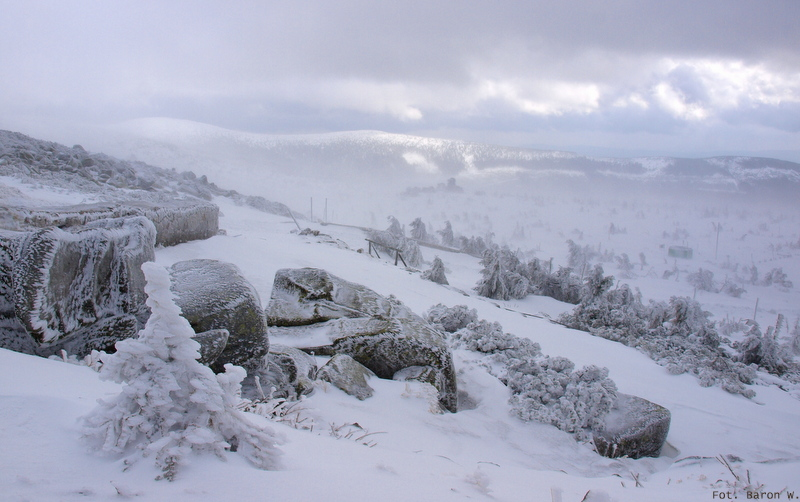

Nationaal Park Karkonosze (Pools: Karkonoski Park Narodowy) (Nederlands: Reuzengebergte) is een nationaal park gelegen in het hoger gedeelte van het Reuzengebergte in zuidwest Polen, in de woiwodschap Neder-Silezië, op de grens tussen Polen en Tsjechië. Het is een van de 23 Poolse nationale parken.
Het park werd opgericht op 16 januari 1959. De totale oppervlakte bedraagt 5 580 ha, inclusief 1 726 ha van het strikte natuurreservaat. Tot het park behoren ook twee enclaves: de berg Chojnik en de waterval Szklarki. De bufferzone rondom het park bedraagt 11 266 ha.
Er zijn wandel-, fiets- en bergpaden voor toeristen aangelegd met een totale lengte van 112 km. Jaarlijks komen er 1,5 miljoen bezoekers om de unieke flora en fauna te bewonderen, alsook de bijzondere, steile rotsformaties van het Reuzengebergte te aanschouwen. Vanuit de hoogste top van het Reuzengebergte, de berg Sněžka (1603 m boven NAP), is er uitzicht over het specifieke post-glaciale landschap. Het hoofdkantoor van het nationaal park bevindt zich in Jelenia Góra. De Sudetenhoofdroute loopt door het park.
In 1992 werden het Nationaal Park Karkonosze en het aangrenzende Tsjechische Nationaal park Krkonoše toegevoegd aan de lijst van biosfeerreservaten onder UNESCO's Mens- en Biosfeerprogramma (MAB).
Op het terrein van het park worden wetenschappelijke observaties en onderzoeken uitgevoerd; tevens worden er educatieve programma's georganiseerd. In 2006 werd een educatief centrum geopend in Szklarska Poręba. Bij het hoofdkantoor in Jelenia Góra bevindt zich een klein natuurmuseum met rotstuin.

## Klimaat
In het park heerst een bergklimaat met strenge, koude winters, veel regen, plotse, sterke windvlagen (hoofdzakelijk vanuit het westen) en grote temperatuurschommelingen. De temperatuur varieert afhankelijk van de hoogte boven NAP. Er zijn vier temperatuurzones:
- onder de 600 m boven NAP is het redelijk warm (de jaarlijkse gemiddelde temperatuur is hoger dan 6 °C)
- tussen 600 en 960 m boven NAP is het redelijk koud (de jaarlijkse gemiddelde temperatuur ligt tussen 4 en 6 °C)
- tussen 960 en 1320 m boven NAP is het koud (de jaarlijkse gemiddelde temperatuur varieert van 2 tot 4 °C)
- boven 1320 m boven NAP is het heel koud (de jaarlijkse gemiddelde temperatuur ligt lager dan 2 °C)

Juli is de warmste maand en januari de koudste. Op de top van de berg Sněžka ligt gemiddeld 176 dagen per jaar sneeuw en in de keteldalen blijft de sneeuw soms tot augustus liggen. Gedurende de winter is ruige rijp heel karakteristiek voor het park. Er komt heel vaak mist en bewolking voor. 's Zomers is het op de bergtoppen van het Reuzengebergte nooit warmer dan 15 °C.

## Geologie
Het reliëf, dat in het park te zien is, is te danken aan de ijstijd in het pleistoceen (ongeveer 1 miljoen jaar geleden). Het onderzoek heeft uitgewezen dat de bergen van het Reuzengebergte twee keer met ijs bedekt waren en dat de proces van de afsmelting van de gletsjers 10 000 jaar geleden plaatsvond. De keteldalen en de morenen zijn typische overblijfselen van de ijstijd, die in het park te zien zijn. Er zijn zes keteldalen overgebleven:
- het keteldal Mały Śnieżny Kocioł
- het keteldal Wielki Śnieżny Kocioł
- het keteldal Czarny Kocioł Jagniątkowski
- het keteldal Kocioł Wielkiego Stawu
- het keteldal Kocioł Małego Stawu
- het keteldal Kocioł Łomniczki

Ook het voorkomen van crag is karakteristiek voor het park. De meest voorkomende steensoort in het Reuzengebergte is graniet. De top van de berg Śnieżka is gevormd uit hoornrots. In de bergen zijn ook edelstenen te vinden, zoals bv. amethist, kwarts, morion, robijn, granaat, toermalijn en zirkoon. In de 12de eeuw kwamen de Walen hiernaartoe om naar edelstenen te zoeken. In Szklarska Poręba zijn twee musea met tentoonstellingen over mineralen te bezoeken.

## Landschap
Karakteristieke kenmerken van het landschap in het park zijn:
- keteldalen
- rotsen
- enkele gletsjermeren: het gletsjermeer Mały Staw (is 2,881 ha groot en 3,45 m diep) en het gletsjermeer Wielki Staw (is 8,321 ha groot en 9,54 m diep)
- vele beken
- drassig land
- veengrond
- sparbossen

De rotsgroepen hebben bizarre vormen en kregen de namen van bijvoorbeeld Zonnebloem (Słonecznik), Pelgrims (Pielgrzymy), Paardenhoofden (Końskie Łby), Drie Varkentjes (Trzy Świnki). Hoog in het Reuzengebergte kan men toendra zien. Karpacz en Szklarska Poręba zijn de meest bekende startplaatsen voor excursies.

## Flora
Het grootste deel van het park (3 942 ha) bestaat uit bossen. Het bos wordt hoofdzakelijk gevormd uit esdoorns, lindebomen, wilde lijsterbessen en zilversparren.
Er komen 1300 verschillende soorten planten in het park voor, inclusief twee endemische planten: Campanula bohemica subsp. bohemica en Saxifraga moschata subsp. basaltica, ijstijdrelicten en veel beschermde soorten, bv. valkruid, zilverdistel, lelietje-van-dalen, slanke sleutelbloem, bosorchis. Ongeveer 85 ha van het park bestaat uit veengrond en biedt een biotoop voor 90 verschillende vogelsoorten. In de alpiene zone (1450–1602 m boven NAP) komen o.a. korstmossen voor.

## Fauna
In het park leven vele verschillende diersoorten: 15 000 soorten ongewervelde dieren en meer dan 320 soorten gewervelde dieren, waarvan 2 soorten vissen (beekforel en rivierdonderpad), 6 soorten amfibieën, 6 soorten reptielen, 200 soorten vogels en bijna 60 soorten zoogdieren. De ongewervelde dieren omvatten o.a. spinachtigen, miljoenpoten, bloedzuigers, weekdieren en kevers (ook endemische exemplaren en relicten). Van de amfibieën, die in het park voorkomen, zijn de meest populaire: bruine kikker, bastaardkikker, gewone pad, alpenwatersalamander, kleine watersalamander en vuursalamander. Van reptielen zijn hier te vinden: zandhagedis, levendbarende hagedis, ringslang, hazelworm, adder en gladde slang (in het Tsjechische gedeelte). De meest bijzondere vogels, die in het park wonen, zijn: Europese Zeearend, morinelplevier, ruigpootuil, dwerguil, alpenheggenmus, slechtvalk en korhoen. In het nationaal park Karkonosze leven grote en kleine zoogdieren, bv. edelhert, ree, wild zwijn, haas, vos, wasbeerhond, boommarter en steenmarter, wezel, hermelijn, bunzing, das, otter, bosspitsmuis, dwergspitsmuis en bergspitsmuis, mol, egel, eekhoorn, rosse woelmuis, brandmuis, grote bosmuis en vleermuizen. De moeflon is een exoot, die in het park woont. Het dier werd vanuit Corsica en Sardinië naar hier gebracht aan het eind van de 19de en het begin van de 20ste eeuw, om de toen gebruikelijke jachtpartijen aantrekkelijker te maken. Vroeger kwamen ook bruine beer, wolf, lynx en wilde kat voor, maar tegenwoordig niet meer.

## Afbeeldingen

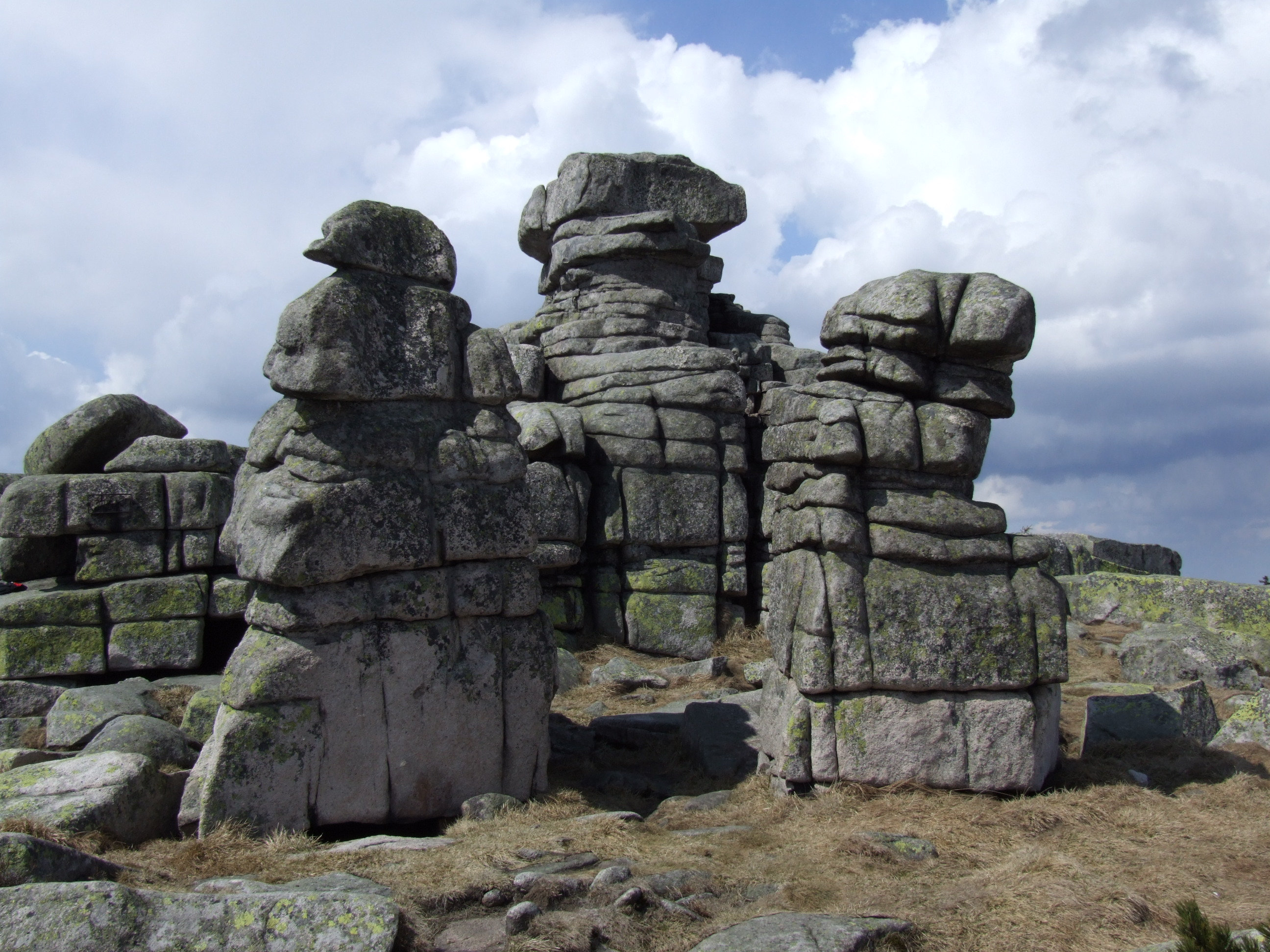
De rotsen Śląskie Kamienie
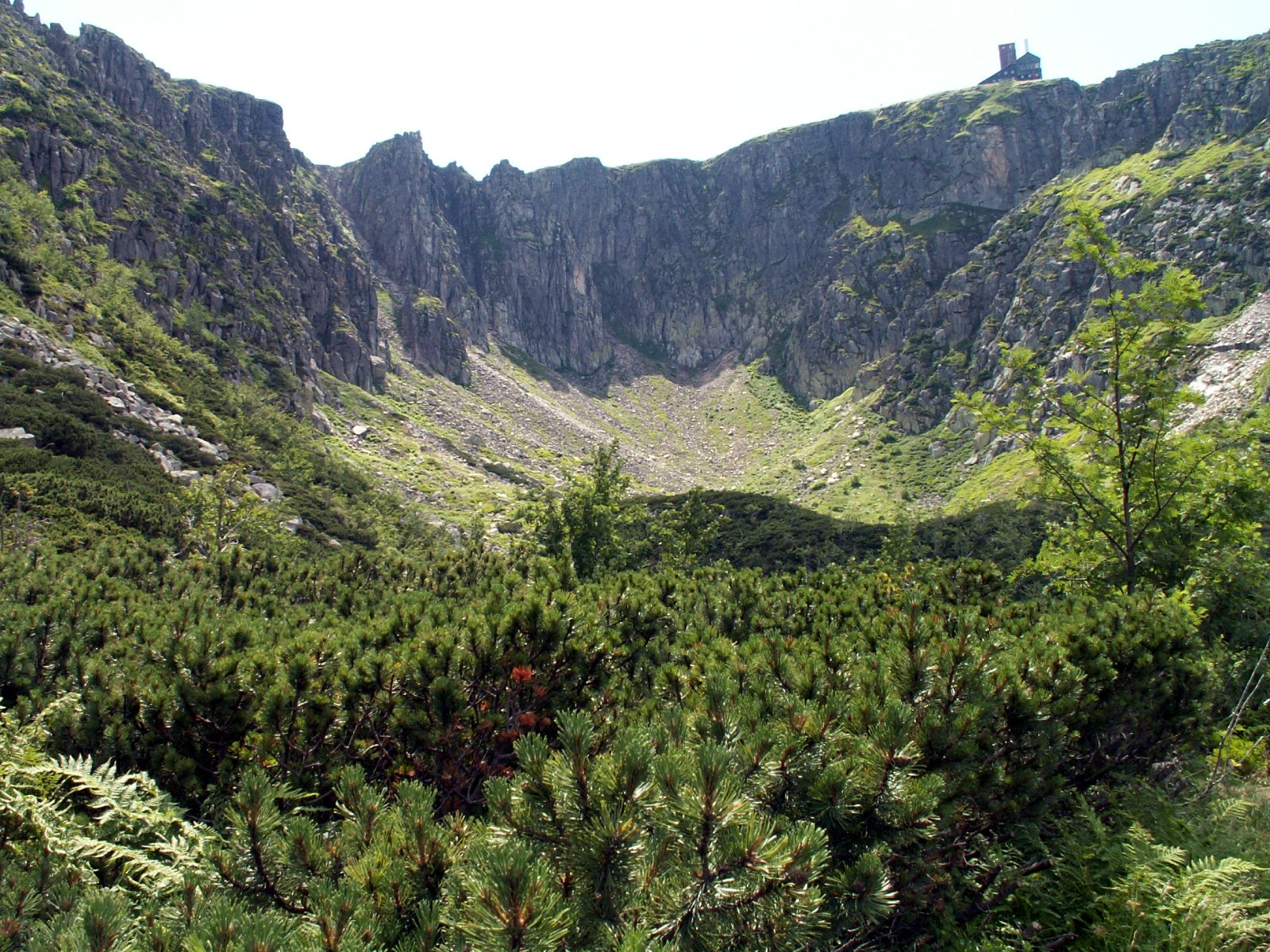
Het keteldal Śnieżne Kotły
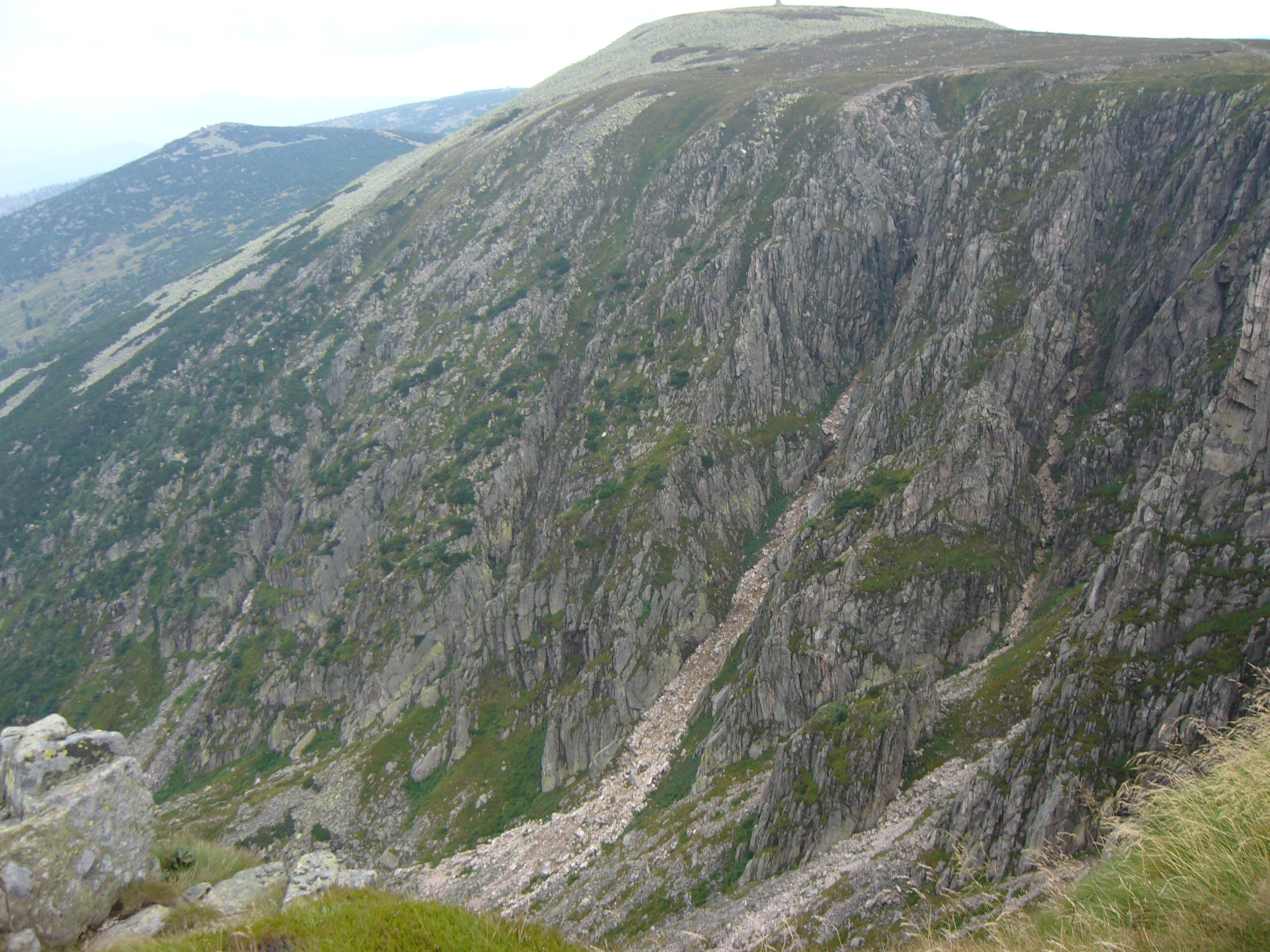
De rotswand Śnieżne Kotły
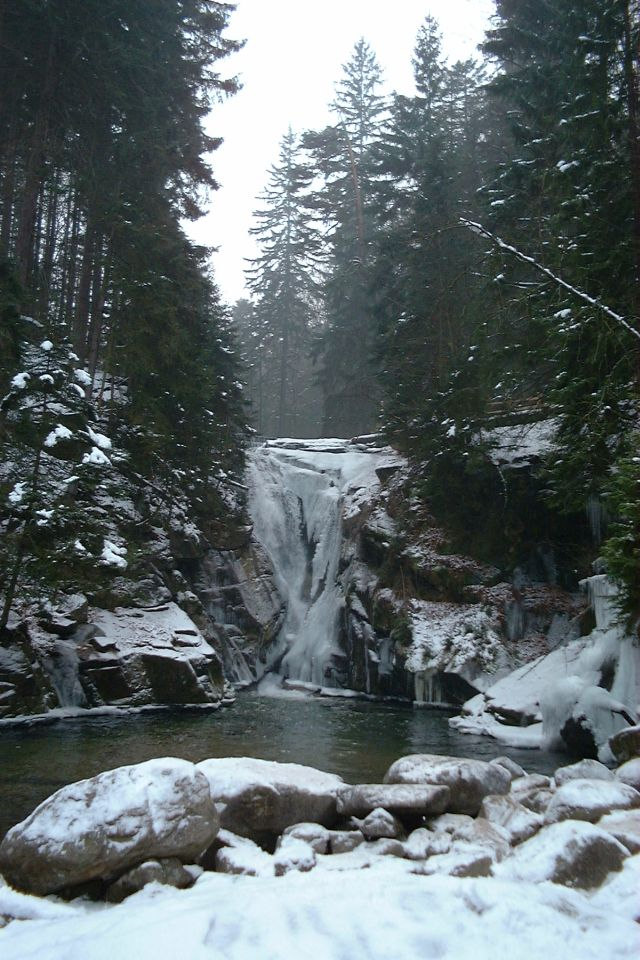
De waterval Szklarki